# 爱迪生制片厂
爱迪生制片厂（英語：Edison Studios，或译爱迪生影业）是曾经美国的一家电影制片公司，由托马斯·爱迪生控制。它先后隶属于爱迪生制造公司（1894至1911） 和托马斯·A·爱迪生公司（1911至1918），制作了近1,200部电影，如《火车大劫案》《科学怪人》，直到1918年关闭。它制作的电影中54部为长片，其余为短片。